# دارک ترنکوئیلیتی
دارک ترنکوئیلیتی (به انگلیسی: Dark Tranquillity) یک گروه موسیقی ملودیک دت متال از شهر گوتن برگ واقع در کشور سوئد است که در سال ۱۹۸۹ میلادی شکل گرفت.این گروه یکی از بنیان‌گذاران سبک ملودیک دت متال است.
در ۱۹۸۹ مکیال استین و نیکلاس ساندین تصمیم گرفتند تا گروه خودشان را بسازند، آنها گروه را با نام اولیه سپتیک برویلر تشکیل دادند، گروهی که در ابتدا ترش متال فرض می‌شد.